# Seicercus
Seicercus és un gènere d'ocells de la família dels fil·loscòpids (Phylloscopidae) actualment considerat no vàlid.

## Taxonomia
Segons la Classificació del Congrés Ornitològic Internacional (versió 2.6, 2010) aquest gènere contava 11 espècies que actualment (versió 11.1, 2021) són incloses al gènere Phylloscopus:

- Seicercus affinis.
- Seicercus burkii.
- Seicercus tephrocephalus.
- Seicercus whistleri.
- Seicercus valentini.
- Seicercus omeiensis.
- Seicercus soror.
- Seicercus poliogenys.
- Seicercus castaniceps.
- Seicercus montis.
- Seicercus grammiceps.